# 胡安·富恩德
胡安·富恩德（1976年8月15日—）是一名阿根廷帆船運動員，曾代表國家參加2012年倫敦奧運的雙人小艇470型比賽，並獲得一面銅牌。